# Dolores de Lara
Dolores de Lara Díaz-Mayordomo (La Solana, Ciudad Real; 4 de abril de 1952 - Manzanares, Ciudad Real; 26 de noviembre de 2017) fue una conocida y reconocida fotoperiodista española, fundadora del portal web La Montera y colaboradora en diferentes agencias y medios de prensa.

## Biografía
La fotógrafa Dolores de Lara, nacida en La Solana (Ciudad Real), comenzó su andadura profesional con tan solo quince años. Trabajó para Carlos Romero (Ministro de Agricultura), así como para diversas entidades y agencias.
Entre otras asociaciones, era miembro de la Unión de Periodistas, la Asociación Nacional de Informadores Gráficos de Prensa y Televisión (ANIGP-TV) y el Grupo Pro Arte y Cultura.

### Colaboraciones en prensa
Durante su dilatada trayectoria profesional, colaboró con la Federación de Asociaciones de Periodistas de España (FAPE), Agencia EFE, Club de Medios, Radio Intercontinental, Cambio 16, la revista Lo Mejor de las Autonomías, diarios como El Mundo y el diario Lanza, diversas revistas del corazón como Hola, Semana y Gala, y revistas de sociedad como Luna y Sol. Entre sus múltiples trabajos destaca el reportaje fotográfico el día de las votaciones para las elecciones generales a Cayetano Abad Escolar, herido en el fatídico atentado del 11 de marzo de 2004.

### Exposiciones fotográficas, participaciones y reconocimientos
Paralelamente a su labor periodística, cultivó la fotografía de arte, con particular interés en el rostro humano, lo que le llevó a realizar exposiciones temáticas, entre las que se encuentran Imagen en acción (2007), Mujeres en las Artes y las Letras (2008), Fotos con nombre en el Ateneo de Madrid (2008-2009) o Maneras de Sentir en el Club567 (2015). Además, participó en más exposiciones, colaborando con otros artistas, en diferentes ciudades del mundo como Aachen, París, Gmünd, Tokio o Río de Janeiro.
Sus obras figuran en diversos museos como el Taurino de la Plaza de las Ventas (Madrid), Museo Mayte Spínola en Marmolejo (Jaén), Museo de Azuaga (Badajoz), Museo del Ejército del Alcázar de Toledo, Ministerio del Ejército (Madrid), Castillo de Merode (Alemania) o el Ayuntamiento de Toledo, además de en numerosas colecciones privadas y libros como Pedro Duque, Español Universal (2004), José Pastor, testigo del siglo XX, La Casa de los Periodistas (2006) de Víctor Olmos, Retratos del universo taurino de Antonio Cabello, Fungairiño: el enemigo de ETA de Isabel San Sebastián o Canciones Infantiles de Fina de Calderón, entre otros muchos.
Entre las personas célebres que retrató, figuran: la Familia Real Española, Cayetana Fitz-James Stuart, quien fuera duquesa de Alba; José Miguel Carrillo de Albornoz, vizconde de Torre Hidalgo; Leandro Alfonso de Borbón Ruíz-Moragas, Esperanza Aguirre, Ana Botella, Cristina Cifuentes, José Luis Rodríguez Zapatero, Mariano Rajoy, Felipe González, Padre Ángel, Santiago de Santiago, María Ostiz, Isabel San Sebastián, Francisco Ayala, Clara Jané, Fina de Calderón, Mayte Spínola, Fernando Alonso, Montserrat del Amo, Pedro Duque, Carmen de Zulueta, Luis María Anson, Mercedes Barba, Andrés Amorós, Mario Vargas Llosa, Pureza Canelo, Manuel Muñoz Hidalgo, Marina Danko, Alfredo Amestoy, Estrella Morente, Fernando de Salas, Barack Obama, Alberto II de Mónaco, los Reyes de Bulgaria, Roberto Verino, Paloma Gómez-Borrero, Javier de Montini, Vicente del Bosque… y todos los toreros que participan en la Feria de San Isidro de Madrid.
El número de galardones obtenidos por Dolores de Lara fue amplio y, entre ellos, figuran el Trofeo Actualidad Siglo XXI (2001), el Premio de Reporterismo Gráfico de La Tertulia Ilustrada de Madrid (2007), el Premio Mujer Emprendedora 2013, el Torsón de Oro del escultor Santiago de Santiago (2017) o, a título póstumo y compartido con su marido y ayudante Juan Campos, el Diploma de Excelencia ex aequo In Memoriam del Grupo Pro Arte y Cultura por su trayectoria como fotógrafos en el circuito del arte (2018).

### Fallecimiento
Murió junto a su marido Juan Campos en un accidente de tráfico el 26 de noviembre del 2017, mientras ambos se desplazaban, sobre las 20:15, desde la localidad ciudadrealeña de La Solana de vuelta hacia Madrid, donde ambos residían. Un segundo vehículo les impactó por detrás al poco de incorporarse a la autovía A-43, a la altura del término municipal de Manzanares, falleciendo ambos en el acto. El 28 de noviembre fueron enterrados juntos en el Cementerio de La Solana.
El 13 de diciembre del mismo año se llevó a cabo la misa funeral por ambos en la Iglesia de San Antón de Madrid, oficiada por el Padre Ángel y rebasando el aforo de dicha parroquia. Personalidades de todos los ámbitos asistieron a la ceremonia.

## Premios y reconocimientos
- Trofeo Actualidad Siglo XXI en 2001

- Premio de Reporterismo Gráfico de La Tertulia Ilustrada de Madrid en 2007
- Miembro colaborador de la Sociedad de Estudios Internacionales desde 2008
- Premio a los Valores Humanos por el Aula de Tauromaquia en 2008
- Dama del Capítulo de Isabel la Católica desde 2009
- Dama de la Corte de Honor de la Virgen de La Almudena, Patrona de Madrid, desde 2012
- Premio Mujer Emprendedora 2013 por la Federación de Empresarios del Sur-Suroeste de España, Fedesso
- Premio Periodístico a la Mejor Labor Informativa 2014 por el Ayuntamiento de Collado Mediano (Madrid)
- Premio Estrella de Oro a la Excelencia Profesional en 2015
- Torsón de Oro entregado de manos del escultor Santiago de Santiago en 2017
- Diploma de Excelencia ex aequo In Memoriam del Grupo Pro Arte y Cultura, compartido con su marido Juan Campos, en 2018

## Exposiciones
| Exposición                        | Año/s     | Lugar/es |
| --------------------------------- | --------- | --- |
| Imagen en Acción                  | 2007      | - Centro Cultural de Griñón - Centro Cultural Cánovas del Castillo, en Madrid - Hotel Meliá Gran Fénix de Madrid - El Señorío de Ajuria, en Madrid |
| Mujeres en las Artes y las Letras | 2008      | - Casa de Cantabria, en Madrid - Centro Cultural Manuel Alvar de Chinchón                                                                          |
| Fotos con Nombre                  | 2008-2009 | - La Casa del Reloj de Madrid - Restaurante La Casuca, en Madrid - Hotel Colón de Madrid - Espacio Abades Triana, en Sevilla - El Ateneo de Madrid |
| Toreros                           | 2009-2010 | - Club Allard de Madrid - Plaza de Toros de Las Ventas de Madrid - Centro Cultural Buenavista de Madrid                                            |
| Maneras de Sentir                 | 2015      | - Club 567 de Madrid |